# Wineman's
Wineman's was een warenhuisketen in Zuid- en Centraal-Californië die in 1890 in Ventura werd opgericht.

## Geschiedenis
S.M. Wineman opende in 1890 de eerste winkel in Ventura. In 1900 nam Wineman het beheer van de Chicago Store in het nabijgelegen Oxnard over van de eigenaar of manager Frank Daly, die voor een langere periode 'weg' was. In 1902 verhuisde Wineman's van Ventura naar Oxnard en bouwde daar een bakstenen gebouw op de hoek van Fifth Street en Saviers Avenue en openden een textielwinkel van 560 m² op de begane grond, waarna zijn broer H.L. Wineman in de zaak kwam. In 1903 nam Wineman's de Chicago Store over. De winkel breidde zich uit en verdubbelde in 1919 of 1920 zijn vloeroppervlakte. 
Begin jaren 1920 nam de winkel andere winkels in de staat over. In juli 1924 verhuisde Wineman's zijn hoofdkantoor naar het Grayco Building, Los Angeles Street 720 in Los Angeles en het bedrijf stelde zich ten doel om 100 winkels te exploiteren "langs de kust". In januari 1925 hadden ze vestigingen in: 
- Central Coast: Oxnard, Ventura, Santa Paula, Fillmore, Ventura en in Santa Maria.
- Central Valley: Dinuba, Visalia.
- Los Angeles County:
  - Inglewood, geopend op 15 augustus 1924.
  - Huntington Park, geopend in november 1924.  Later, mogelijk in 1935, verhuisde Wineman's naar Pacific Boulevard 6351. Dit 1.500 m² grootte pand werd gebouwd in 1935. In de jaren 1930 tot en met de jaren 1950 was dit het drukste winkelgebied in de zuidoostelijke buitenwijken van Los Angeles.

### Neergang
De strategie van het bedrijf nam een dramatische wending toen Alvin Wineman in oktober 1925 aftrad als voorzitter en manager van het bedrijf, maar wel nog aanbleef als bestuurslid. Buford Graves van de National City Bank of Los Angeles nam de positie van Wineman over. Tegelijkertijd werd aangekondigd dat alleen de vlaggenschipwinkel in  Oxnard en de winkel in Visalia (beschouwd als een van de beste) open zouden blijven. Uiteindelijk besloot het bedrijf zijn inspanningen te concentreren op Oxnard en Huntington Park. De winkels in Visalia en in Fillmore werden op 12 januari 1926 gesloten. De winkel in Oxnard werd in 1940 gesloten. 
De enige winkel die open bleef was die in Huntington Park en zo werd de identiteit van Wineman's aan Huntington Park verbonden. De opening van de Huntington Park-winkel in 1924 werd de nieuwe mijlpaal waaraan de winkel zijn geschiedenis zou afmeten; in 1974 vierde de winkel bijvoorbeeld zijn vijftigjarig jubileum, ook al was er vóór 1924 al een aanzienlijke geschiedenis De winkel breidde zich uit in 1940, 1957 en 1966.

### Uitbreiding en overname
Decennialang was de winkel in Huntington Park de enige locatie, maar in 1969 begon de winkel weer te groeien. In dit tijdperk werden de volgende filialen toegevoegd:
- Monrovia: Overname van McBratney's Department Store in 1969. In 1972 werd er geen reclame meer gemaakt voor de locatie, maar na de opening van Placentia werd de winkel nog wel gebruikt. Mogelijk sloot de winkel vóór de opening van de vestiging in Mission Viejo.
- Placentia, East Yorba Linda Boulevard 110, 2.450 m², geopend op 19 oktober 1973
- Mission Viejo, in het Mission Viejo Village Center, geopend rond september 1975
- Garden Grove in de Garden Grove Mall, geopend op 1 september 1979. Kort daarna, in 1980, werd er niet meer geadverteerd voor deze locatie.
- Corona, North Main Street 718, nabij Parkridge, geopend in 1979. Geadverteerd in 1981-1982.

In 1984 werd Wineman's overgenomen door Boston Stores uit Zuid-Californië. De winkels in Mission Viejo en Placentia werden omgedoopt tot Boston Store-vestigingen. Er zijn geen gegevens waaruit blijkt dat de Huntington Park Wineman's-winkel ooit als Boston Store heeft gefunctioneerd. Garden Grove, Corona en Monrovia waren gesloten vóór de overname door Boston Stores. Boston Stores ging in 1996 failliet.